# Stazione di Ghivizzano-Coreglia
Stazione di Ghivizzano-Coreglia vasútállomás Olaszországban, Coreglia Antelminelli településen.

## Vasútvonalak
Az állomást az alábbi vasútvonalak érintik:
- Aulla Lunigiana–Lucca-vasútvonal

## Kapcsolódó állomások
A vasútállomáshoz az alábbi állomások vannak a legközelebb:
- Piano di Coreglia-Ponte all'Ania railway halt
- Calavorno railway halt